# Золочівський замок (срібна монета)
«Зо́лочівський за́мок» — пам'ятна срібна монета номіналом 10 гривень, випущена Національним банком України, присвячена бастіонному замку-фортеці на Галичині, збудованому в першій половині XVII ст., — Золочівському замку, який представляє неоголландський тип оборонних споруд. Розміщений на невисокому пагорбі, замок свого часу слугував як для оборони, так і для житла, тобто належить до пам'яток типу «palazzo in fortezzo». Оборонні споруди Золочівського замку — це вали, бастіони, надбрамна вежа, міст і равелін. Ренесансний ансамбль творять в'їзна вежа, Великий житловий та Китайський палаци, які є одним із небагатьох зразків східної архітектури на українських землях. Золочівський замок — музей-заповідник Львівської національної галереї мистецтв імені Бориса Возницького, входить до туристичного маршруту «Золота підкова Львівщини».
Монету введено в обіг 19 лютого 2020 року. Вона належить до серії «Пам'ятки архітектури України».

## Опис монети та характеристики
| Номінал грн. | Метал  | Маса, г      | Діаметр, мм | Якість виготовлення | Гурт                           | Тираж, штук |
| ------------ | ------ | ------------ | ----------- | ------------------- | ------------------------------ | ----------- |
| 10           | срібло | 31,1 / 33,62 | 38,6        | пруф                | гладкий із заглибленим написом | 3 000       |

### Аверс

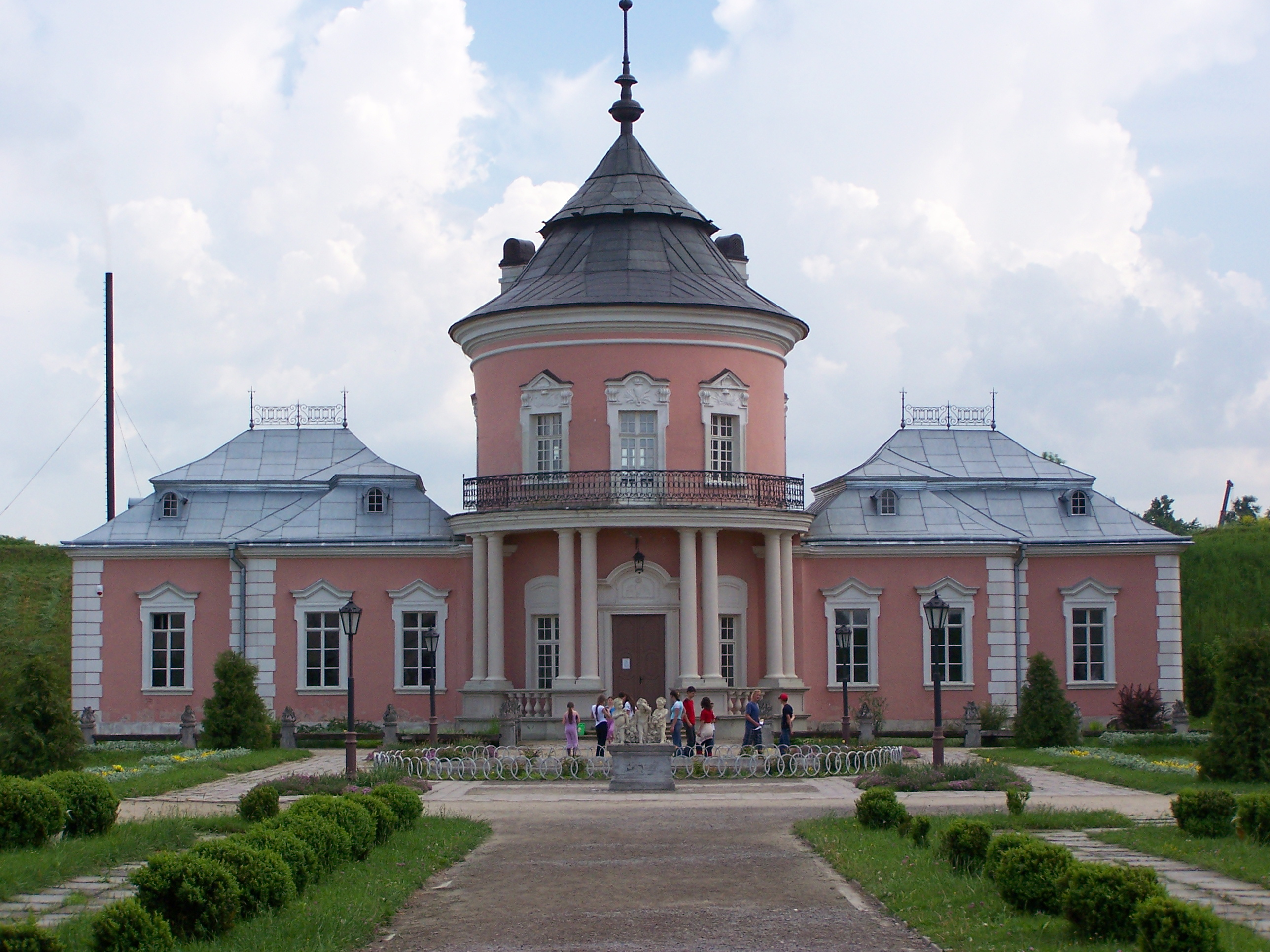
Китайський палац у Золочівському замку

На аверсі монети розміщено: угорі — малий Державний Герб України, під яким напис «УКРАЇНА»; над гербом зазначено рік карбування монет «2020»; праворуч і ліворуч на монеті зображено вежі, крізь які видно стилізовану панораму замку; унизу зазначено номінал — «10/ГРИВЕНЬ».

### Реверс
На реверсі монет зображено внутрішнє подвір'я замку — на передньому плані фонтан та скульптурна композиція трьох купідонів, на другому плані — Китайський палац, ліворуч від якого — статуя Нептуна, праворуч — статуя Афродіти; розміщено написи: «ЗОЛОЧІВСЬКИЙ ЗАМОК» (унизу півколом), «XVII ст.» (праворуч).

## Автори

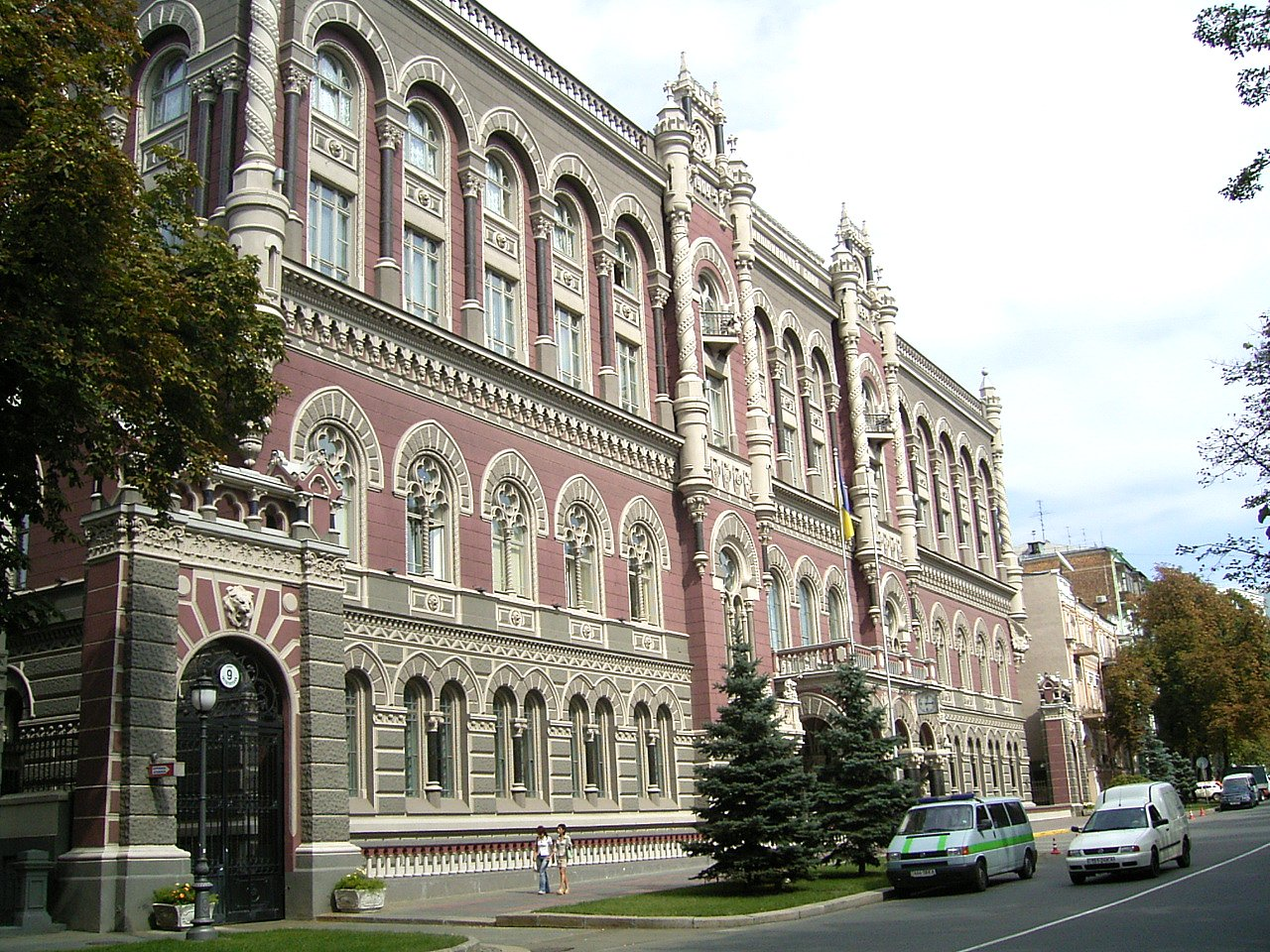
Будівля Національного банку України

- Художники:
- Скульптори:

## Вартість монети
Під час введення монети в обіг 2020 року, Національний банк України реалізовував монету за ціною 946 гривень.
Фактична приблизна вартість монети з роками змінювалася так:
| Рік        | 2020  | 2021  | 2022  | 2023  | 2024  | 2025  |
| ---------- | ----- | ----- | ----- | ----- | ----- | ----- |
| Ціна, грн. | 1 230 | 1 300 | 1 680 | 1 950 | 3 400 | 3 100 |